# Marianna Marchocka
Marianna Marchocka (herbu Ostoja, imię zakonne Teresa od Jezusa Marchocka; ur. 25 czerwca 1603 w Stróżach, zm. 19 kwietnia 1652 w Warszawie) – polska zakonnica katolicka, karmelitanka bosa, mistyczka i Służebnica Boża; pierwsza Polka, która napisała autobiografię.

## Życiorys
Była drugim dzieckiem Pawła Marchockiego oraz Elżbiety z Modrzejewskich. Rodzina Marchockich pieczętowała się herbem Ostoja. Ojciec był wielokrotnym posłem na sejm. Miała dwoje rodzeństwa; siostra Elżbieta wstąpiła do klarysek w Starym Sączu, brat Mikołaj studiował w Akademii Krakowskiej. Mimo znacznego oporu rodziców (z tego powodu była nawet bita), pod wpływem spotkań z o. Piotrem Kordońskim oraz lektury biografii Teresy Wielkiej, w dniu 26 kwietnia 1620 roku Marianna Marchocka wstąpiła do klasztoru karmelitanek bosych pw. św. Marcina w Krakowie. W zakonie przybrała imię Teresa od Jezusa na cześć św. Teresy z Ávili, hiszpańskiej reformatorki zakonu. W 1637 roku została obrana przełożoną zakonu. Pełniła funkcję mistrzyni nowicjatu w latach 1630–1639. W 1642 roku wyjechała do Lwowa, aby założyć tam nową placówkę zakonu. Była przełożoną i mistrzynią pierwszego pokolenia lwowskich karmelitanek bosych.
W 1648 roku, z powodu powstania Chmielnickiego, karmelitanki musiały uchodzić do Krakowa, skąd następnie przeniosły się do Warszawy, gdzie 2 czerwca w uroczystym wprowadzeniu zgromadzenia do prowizorycznego klasztoru wzięli udział król Polski Jan Kazimierz oraz nuncjusz apostolski. Również w Warszawie sprawowała funkcję przeoryszy. Wielki kult do niej żywiła królowa Ludwika Maria Gonzaga, która, gdy tylko ona chorowała, często ją odwiedzała w towarzystwie króla Jana Kazimierza:

Królestwo... oka z niej nie spuściło, słuchając pilnie, co mówiła, wychodząc zaś nisko się kłaniali, a Królowa rękę jej całowała.

Od 1650 roku zdrowie m. Teresy zaczęło się pogarszać, doznała częściowego paraliżu. W styczniu 1652 roku ustąpiła z urzędu przeoryszy. Zmarła 19 kwietnia 1652 roku. Jej szczątki w 1818 roku przeniesiono do Krakowa i złożono w klasztorze Sióstr Karmelitanek Bosych.

## Mistyka
Marianna Marchocka zaczęła doświadczać pierwszych przeżyć mistycznych w wieku 21 lat. Zapisy z epoki sugerują, że Marchocka miała dar bilokacji oraz stygmaty. Doświadczała także ekstaz i okresów oschłości duchowych. Nadto, po śmierci jej ciało miało nie ulec rozkładowi i po kasacie zakonu warszawskiego zostało przewiezione do Krakowa.
Życie Marianny Marchockiej, w tym jej doświadczenia mistyczne, przedstawia pisany barwną prozą (bliski stylu wypowiedzi ustnej) Żywot. Został spisany na polecenie spowiednika, a później kierownika duchowego, o. Ignacego od św. Jana Ewangelisty (zm. 1677). Matka Teresa zaczęła pisać go 3 maja 1647 roku. Inne źródła podają, że zaczęła go pisać w 1632 roku w formie listów do swojego spowiednika. Jest to pierwsza autobiografia kobiety polskiej, a zarazem ważne dzieło literatury mistycznej polskiego baroku, porównywane już przez współczesnych z autobiograficznie ujętym Życiem św. Teresy z Ávili. Książkę tę przetłumaczono na język francuski. Pozostawiła też pisane prozą poetycką modlitewne Akty. Zachowały się także jej dwa listy.

## Proces beatyfikacyjny
Zbieranie dokumentacji historycznej do procesu beatyfikacyjnego rozpoczął św. Rafał Kalinowski. Proces beatyfikacyjny rozpoczął się 21 grudnia 2007 w Krakowie. 24 kwietnia 2015 nastąpiło zamknięcie procesu beatyfikacyjnego na szczeblu diecezjalnym, po czym akta zostały przekazane Kongregacji Spraw Kanonizacyjnych w Rzymie. Postulatorem procesu wyznaczono o. Romano Gambalungę OCD.